# Javine Hylton
Pour les articles homonymes, voir Hylton.
Javine Dionne Hylton, née le 27 décembre 1981 à Kensington en Londres, en Angleterre, est une chanteuse britannique, désignée parfois sous le seul nom de Javine.

## Éléments biographiques
Javine a représenté le Royaume-Uni au Concours Eurovision de la chanson 2005, à Kiev, en Ukraine, avec une chanson rythmée et sensuelle intitulée Touch My Fire. Elle a terminé 22e sur 24 participants.